# Tahardent
Tahardent, auch tehardent, teharden, takamba ist eine dreisaitige gezupfte Binnenspießlaute, die in Nordwestafrika von den Tuareg gespielt wird. Das in Mali beheimatete Musikinstrument breitete sich in den 1960er Jahren in die Städte nördlich und südlich der Sahara aus, wo sich ein neuer, takemba genannter Stil von Tuareg-Liedern und Tänzen entwickelte, die auf der tahardent begleitet werden.

## Herkunft und Verbreitung
Binnenspießlauten mit einem langovalen oder langrechteckigen Korpus sind in Westafrika und im Maghreb weit verbreitet. Ihr Ursprung liegt vermutlich im Alten Ägypten, denn dort sind ähnliche Saiteninstrumente mit einem langen stockartigen Hals auf Wandgemälden in Grabkammern der 18. Dynastie zu sehen. Mit der Wanderung von Sanhadscha-Stämmen nach Westen dürften sie in den Maghreb und weiter nach Süden in die Sahara gekommen sein. Bis zur Islamisierung durch die Araber ab dem 8. Jahrhundert hatte sich die Kultur verschiedener Berberstämme einschließlich der Tuareg nach Süden bis in die Sahelzone ausgebreitet. Die Saiteninstrumente im Umfeld der tahardent sind nicht mit denen der eingeführten arabischen Musik verwandt.
Binnenspießlauten der Berber mit ähnlicher Form sind die kastenförmige dreisaitige gimbri, die von Gnawas in Marokko und den Stambali-Musikern in Tunesien gespielt wird und die loutar der Imazighen (Berber in Marokko). Beispiele aus der Sudanregion sind die keleli der Tubu im Norden des Tschad, eine Laute mit dem Wolof-Namen xalam, die ngoni aus Mali und die viersaitige gambare. Die tahardent wird bei den Tuareg von beiden Geschlechtern gespielt, die vergleichbare viersaitige tidinit in Mauretanien nur von Männern. Den mauretanischen Frauen bleibt die Bogenharfe ardin vorbehalten. Im Norden des Niger, dem südöstlichen Verbreitungsgebiet der Tuareg (Tuareg-Gruppe Iwellemmedan), heißt die baugleiche Laute molo, die dortigen Hausa kennen eine verwandte Langhalslaute garaya. Die einsaitige ribab der marokkanischen Schlöh-Berber ist dagegen eine Schalenspießlaute, deren Saitenträger an der Unterseite aus dem Resonanzkörper herausragt.
Die beiden wichtigsten traditionellen Tuareg-Instrumente sind die einsaitige Fiedel imzad und die Mörser-Trommel tendé. Seit wann es die tahardent gibt, ist nicht bekannt. Sie ist kein typisches Musikinstrument der Tuareg und dürfte eine Übernahme von benachbarten Völkern sein. Ihr Ursprungsgebiet ist die zentrale Region von Mali zwischen Timbuktu und Gao im Siedlungsgebiet der südlichen Tuareg, deren Griots Preislieder an den Herrscherhöfen mit dem Instrument begleiteten. Langanhaltende Dürreperioden und schlechte Lebensbedingungen zwangen viele Tuareg Ende der 1960er Jahre nach Niger auszuwandern, wo sie sich unter anderem im Flüchtlingslager Lazaret in der Hauptstadt Niamey zusammenfanden. 1971 tauchte die tahardent in der Stadt Agadez auf. Unter den Flüchtlingen waren viele Griots – sie stammten also aus der Kaste der professionellen Musiker (Tamascheq aggu, Plural aggutan), die von ihren bisherigen herrschaftlichen Auftraggebern nicht mehr bezahlt werden konnten. Die Musiker erreichten in den Flüchtlingszentren ein neues Publikum, ebenso wie Mitglieder aus der Kaste der Schmiede (inaden, bezeichnet alle Handwerker), die nun auch zu Musikinstrumenten griffen. Die Griots glichen ihr Repertoire den Wünschen des geänderten Publikums an. Von Niger aus zogen einige Tuareg weiter und siedelten sich in den Städten am Nordrand der Sahara an, zunächst 1974 in der Tuareg-Hochburg Tamanrasset in Südalgerien. Wenige Jahre später waren Tahardent-Spieler aus Mali in den meisten größeren Städten an beiden Rändern der westlichen Sahara vertreten.

## Bauform
Zahlreiche Saiteninstrumente in Westafrika besitzen einen schalenförmigen Resonanzkörper, der an der Oberseite mit Tierhaut überzogen ist. Bei den Tuareg zählt hierzu die imzad, deren kreisrunder Korpus aus der halben Schale einer Kalebasse besteht. Bei der tahardent wird der Korpus aus einem langovalen massiven Holzblock gefertigt, der ähnlich wie bei der tidinit gerade oder an den Längsseiten leicht tailliert ist. Die inaden höhlen die gespaltene Hälfte eines Stammabschnittes von der ebenen Fläche nach innen dünnwandig aus und überziehen sie mit einer ungegerbten Kuh- oder Ziegenhaut, die sie seitlich festnageln oder mit Schnüren spannen. Die Haut ist bei der Verarbeitung in nassem Zustand weich, beim Trocknen zieht sie sich zusammen und bildet so eine feste Membran. Der Korpus ist durchschnittlich 51–53 Zentimeter lang und 18–20 Zentimeter breit. Die tahardent wird zu den Binnenspießlauten gerechnet; weil der aus einem Rundstab bestehende Hals längs bis kurz vor das untere Ende in den Korpus geführt wird. Der Stab verläuft dicht unterhalb der Membran und ragt am oberen Ende des Korpus etwa 30 Zentimeter heraus.
Im unteren Bereich befindet sich ein rundes Schallloch in der Membran. Dort sind die drei Saiten innen am Rundstab befestigt, von wo sie über einen flachen Steg bis zum Hals laufen, an dem sie mit Lederbändern festgebunden werden. Zum Stimmen lassen sich die Bänder am Hals verschieben. Die unterschiedlich dicken Saiten waren früher aus Pferdehaar, heute bestehen sie aus Nylon. Alle drei tragen Tiernamen. Die tiefste Saite heißt āhār („Löwe“), die mittlere tāzori („Hyäne“) und die höchste Saite ebāgg („Schakal“) oder āwaqqas („wildes Tier“). Die unteren beiden Saiten sind im Abstand einer Quarte oder Quinte gestimmt, der Abstand von der tiefsten zur höchsten Saite beträgt eine Oktave. Am Ende des Halses hängt ein kleiner Metallresonator (tefararaq) herab, der einen schnarrenden Klang hinzufügt. Die Membran ist im Allgemeinen nicht bemalt.

## Spielweise
Der Spieler sitzt am Boden und hält das Instrument waagrecht auf dem rechten Oberschenkel. Mit der linken Hand greift er den Hals. Es gibt keine Bünde, die Tonhöhe wird durch Niederdrücken der Saiten auf den Hals gebildet. Der Tonumfang beträgt selten über eine Oktave, so dass Lagenwechsel nicht erforderlich sind. Am rechten Zeigefinger ist ein Plektrum (esker) aus Knochen und Leder befestigt, nur die tiefste Saite wird mit dem Daumen gezupft. Mit den anderen Fingern kann zwischendurch rhythmisch auf dem Korpus geklopft werden. Durch Fingergleiten lassen sich Glissandi erzeugen.
Die tahardent wird solistisch und zur Liedbegleitung eingesetzt, traditionell aber nicht im Zusammenspiel mit anderen Instrumenten. Der in der Sahelzone verbreitete Beruf des Griot vererbt sich traditionell und bildet eine eigene Kaste. Tuareg-Musik enthält Stilelemente der maurisch-westsaharanischen und der westsudanesischen Musik der Griots, wobei letzterer Einfluss bei den auf der tahardent gespielten Liedern überwiegt. Die alten Preislieder werden heute weniger zu Ehren eines Herrschers, dafür häufiger auf Bestellung des Bräutigams bei Hochzeiten oder bei anderen Familienfeiern vorgetragen.
Das neue, takemba genannte, musikalische Genre, das sich nach den Bedürfnissen der Tuareg in den Städten herausgebildet hat, wird von den Traditionalisten nicht zur eigenen Musik gezählt. Es besteht aus Liedern und Solo-Stücken, bei denen die männliche und weibliche Zuhörerschaft in einer Art Sitztanz im Schneidersitz zum Rhythmus die Oberkörper bewegt und mit den ausgestreckten Armen agiert. Bei den Solostücken zeigen die Spieler ihre Virtuosität, indem sie um den Grundrhythmus herum improvisieren. Als Abgrenzung vom traditionellen Stil wird der Begriff takemba für die städtische Tuareg-Musik insgesamt verwendet. Im engeren Sinn bezeichnet man damit bestimmte modale Melodie- und Rhythmusstrukturen, die jeweils eigene Namen haben.
Die ältesten Formen der Tahardent-Musik sind die heldenhaften Balladen der Griots, mit denen die Herrscher besungen werden. Sie werden yalli und n-geru genannt und folgen meist einem Fünfertakt. Eine ältere Musikform zur Tanzbegleitung heißt abakkabuk; zur modernen Tanzmusik, häufig in einem Zwölfertakt, gehören die Stile takemba, jabā und ser-i. Hierbei werden die Jugend und die Vergnügungen der Jugend gelobt. Wie bei indischen Ragas und arabischen Maqams kommen den Modi der Tahardent-Musik bestimmte Charaktereigenschaften und Stimmungen zu. N-geru vermittelte demnach früher Kampfeskraft für die Krieger allgemein, yalli stärkte sie speziell für Stammeskriege, aber nicht für den Kampf gegen die französische Kolonialmacht.
In einigen modernen Tuareg-Musikgruppen kann eine tahardent auch in größerer Besetzung zusammen mit anderen Musikinstrumenten eingesetzt werden. Bei der Gruppe Tartit, die für den internationalen Markt eine Stilmischung aus malischem „Wüsten-Blues“ und traditioneller eigener Musik produziert, kommen die Trommel tendé, die Geige imzad, E-Gitarre und die tahardent zusammen.